# إطلالة على الميناء (رواية)
إطلالة على الميناء (بالإنجليزية: A View of the Harbour)‏ هي رواية للكاتبة البريطانية إليزابيث تايلور، نشرت عام 1947، لأول مرة عن دار نشر بيتر ديفيس في المملكة المتحدة وألفريد كنوبف في الولايات المتحدة.